# Open di Francia 2011 - Singolare maschile in carrozzina
Shingo Kunieda era il detentore del titolo, ma ha perso in semifinale contro Maikel Scheffers.
Maikel Scheffers ha battuto in finale Nicolas Peifer con il punteggio di 7–6(3), 6–3.

## Teste di serie
1. Shingo Kunieda (semifinali)
2. Stéphane Houdet (semifinali)

## Tabellone

### Legenda
| - Q = Qualificato - WC = Wild card - LL = Lucky loser | - ALT = Alternate - SE = Special Exempt - PR = Protected Ranking | - w/o = Walkover - r = Ritirato - d = Squalificato |

|  | Quarti di finale | Quarti di finale  | Quarti di finale  | Quarti di finale | Quarti di finale |  |  | Semifinali | Semifinali       | Semifinali      | Semifinali     | Semifinali     |    |   | Finale           | Finale           | Finale           | Finale | Finale |  |
|  |                  |                   |                   |                  |                  |  |  |            |                  |                 |                |                |    |   |                  |                  |                  |        |        |  |
|  | 1                | Shingo Kunieda    | Shingo Kunieda    | 6                | 7                |  |  |            |                  |                 |                |                |    |   |                  |                  |                  |        |        |  |
|  |                  | Stefan Olsson     | Stefan Olsson     | 1                | 64               |  |  | 1          | Shingo Kunieda   | 6               | 3              | 65             |    |   |                  |                  |                  |        |        |  |
|  | Robin Ammerlaan  | Robin Ammerlaan   | Robin Ammerlaan   | 2                | 4                |  |  |            | Maikel Scheffers | 3               | 6              | 7              |    |   |                  |                  |                  |        |        |  |
|  | Maikel Scheffers | Maikel Scheffers  | Maikel Scheffers  | 6                | 6                |  |  |            |                  |                 |                |                |    |   | Maikel Scheffers | Maikel Scheffers | Maikel Scheffers | 7      | 6      |  |
|  |                  | Nicolas Peifer    | Nicolas Peifer    | 6                | 6                |  |  |            |                  | Nicolas Peifer  | Nicolas Peifer | Nicolas Peifer | 63 | 3 |                  |                  |                  |        |        |  |
|  | WC               | Michael Jeremiasz | Michael Jeremiasz | 4                | 1                |  |  |            | Nicolas Peifer   | Nicolas Peifer  | 7              | 7              |    |   |                  |                  |                  |        |        |  |
|  |                  | Ronald Vink       | Ronald Vink       | 65               | 3                |  |  | 2          | Stéphane Houdet  | Stéphane Houdet | 5              | 5              |    |   |                  |                  |                  |        |        |  |
|  | 2                | Stéphane Houdet   | Stéphane Houdet   | 7                | 6                |  |  |            |                  |                 |                |                |    |   |                  |                  |                  |        |        |  |